# 佐伯宗義
佐伯 宗義（さえき むねよし、1894年（明治27年）2月28日 - 1981年（昭和56年）8月4日）は、日本の政治家、実業家。衆議院議員、富山地方鉄道創業者、立山黒部貫光創業者。
経済学博士、従三位、勲二等、富山市名誉市民、立山町名誉町民。

## 経歴
1894年（明治27年）2月28日、富山県立山村（現・立山町）芦峅寺に生まれる。代々雄山神社の神官を務める家柄であった。
1924年（大正13年）に信達軌道（現福島交通）の再建に携わることとなり、専務に就任。1930年（昭和5年）に富山電気鉄道を設立し、代表取締役専務に就任。「富山県一市街化」をスローガンとして戦前戦後を通じ、国鉄を除く生活交通を主力として県内交通の整備と充実に注力した。
1943年1月1日「陸上交通事業調整法」に基づいて富山電気鉄道を中心に富山県内のすべての私営・公営の鉄軌道・バス会社を合併、社名を富山地方鉄道と改称した。
1964年（昭和39年）に立山黒部貫光を設立し、社長に就任。立山黒部アルペンルートを完成させる。
1947年（昭和22年）の総選挙に富山1区から民主党に立候補して初当選（のち国民民主党→改進党→日本民主党→自由民主党）。
衆議院議員を8期務めた。この間、衆議院経済安定委員長を歴任した。1952年の特別国会では改進党から副議長選挙に立候補して決選投票で自由党の岩本信行に敗れている。自由民主党では松村・三木派に所属していたが、1964年（昭和39年）の池田勇人首相の後継争いで三木武夫と松村謙三が袂を分かったことをきっかけに、古井喜実、竹山祐太郎、笹山茂太郎、川崎秀二とともに松村派の結成に参加した。1972年（昭和47年）の総選挙で落選。以後の立候補はなかった。
1981年（昭和56年）8月4日旧国立病院医療センター にて死去。

## その他
当選8回であるが、大臣はおろか政務次官の経験すらなかった。
晩年、東京の自宅を中曽根康弘に貸そうとしたが、「方位がよくない」という理由で断られた。

## 栄典
- 1948年 - 紺綬褒章[5]
- 1960年 - 藍綬褒章[5]
- 1965年 - 勲二等瑞宝章[5]
- 1970年 - 勲二等旭日重光章[5]
- 1979年 - 富山市名誉市民[5][6]